# Ảnh hưởng sức khỏe sau Sự kiện 11 tháng 9

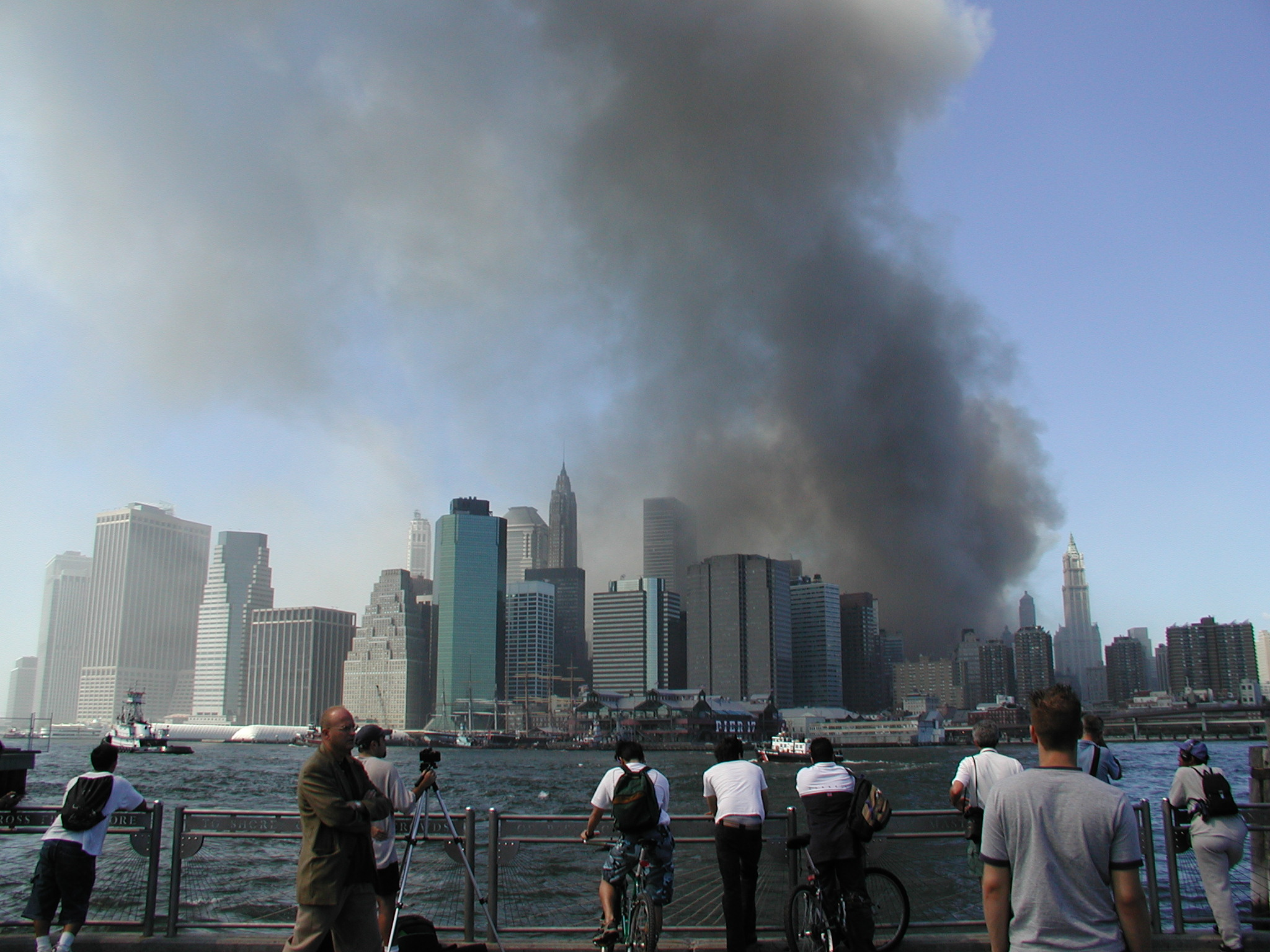
Buổi trưa sau vụ tấn công, Hạ Manhattan bao trùm trong khói.

Khi Trung tâm Thuơng mại Thế giới sụp đổ; các loại vật liệu xây dựng, đồ điện tử và nội thất đã bị nghiền nát và tỏa ra khắp khu vực Khu Tài chính, Hạ Manhattan. Năm tháng sau vụ tấn công, bụi từ các tòa nhà sụp đổ vẫn tiếp tục tràn ngập trong không khí tại Ground Zero. Nhiều cư dân New York sau đó đã có báo cáo về việc mắc phải các bệnh về đường hô hấp. Nhiều người đã chết do các bệnh tật của vụ tấn công hơn các nạn nhân sự kiện.
Nhiều chương trình y tế khác nhau đã thành lập để giải quyết những tác động sức khỏe đang diễn ra sau vụ tấn công. Chương trình Y tế Trung tâm Thương mại Thế giới, cung cấp xét nghiệm và điều trị cho những nhân chứng và nạn nhân sự kiện, đã hợp nhất nhiều chương trình y tế sau khi Đạo luật Y tế và Bồi thường James Zadroga 9/11 trở thành luật vào tháng 1 năm 2011.

## Bệnh tật và nguy cơ về sức khỏe
Tính đến tháng 12 năm 2017, các loại bệnh phổ biến nhất được Chương trình Y tế Trung tâm Thương mại Thế giới tiếp nhận là viêm xoang mũi, trào ngược dạ dày thực quản, hen suyễn, ngưng thở khi ngủ, ung thư, hậu chấn tâm lý, tắc nghẽn phổi mãn tính, trầm cảm và rối loạn lo âu. Các loại ung thư phổ biến nhất là ung thư da và ung thư tuyến tiền liệt. Chương trình y tế cũng thường xuyên công bố các thống kê của mình trên website chính thức.

### Khói bụi

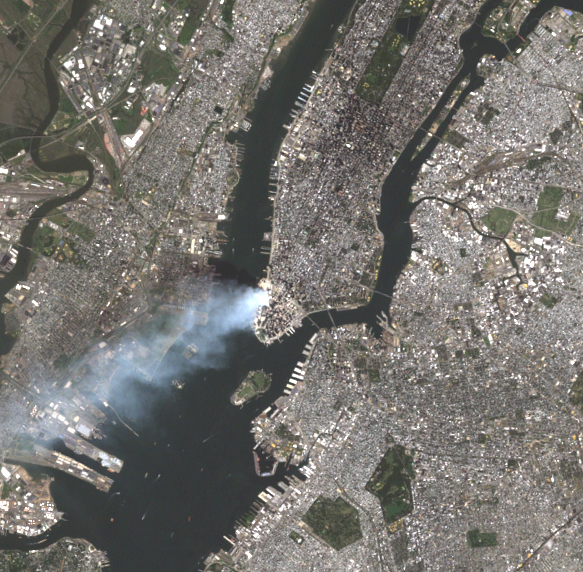
Toàn cảnh Manhattan ngày 12/9/2001, chụp bởi Landsat 7.

Bụi từ các tòa tháp bị sụp đổ cực kỳ độc hại, theo Giáo sư Thomas Cahill của Đại học California Davis. Phần lớn trong số mảnh vỡ từ sự sụp đổ của WTC là bê tông nghiền nát, được biết là nguyên nhân bệnh bụi phổi silic. Phần còn lại bao gồm hơn 2.500 chất gây ô nhiễm:
| Chất                      | Tỉ lệ các chất khác |
| ------------------------- | ------------------- |
| Vật liệu xây dựng         | 50%                 |
| Sợi thủy tinh và các loại | 40%                 |
| Cellulose                 | 9,2%                |
| Amiăng                    | 0,8%                |
| Chì                       | 0,8%                |
| Thủy ngân                 | 0,8%                |

Mức độ dioxin và hydrocacbon thơm đa vòng (PAH) tăng lên chưa từng có từ các đám cháy kéo dài trong ba tháng. Nhiều chất (amiăng, silic dioxide,chì, cadmium và hydrocacbon thơm đa vòng) gây ung thư; ngoài ra còn có thể gây ra tình trạng suy thận, tim, gan và hệ thần kinh. Một báo cáo do Viện An toàn và Sức khỏe Nghề nghiệp Quốc gia (NIOSH) tài trợ và được thực hiện bởi Trường Y khoa Mount Sinai đã quan sát thấy các ống nano carbon trong các mẫu bụi và trong phổi của một số người cứu trợ. Thành phần của khói và bụi trong không khí vẫn chưa được hiểu đầy đủ vào thời điểm đó; Tiến sĩ Michael Crane của Chương trình Y tế Trung tâm Thương mại Thế giới đã nói đến vấn đề này trong một cuộc phỏng vấn với Newsweek:
Chúng ta sẽ không bao giờ biết được thành phần của đám mây đó, dù gió đã thổi bay nó, nhưng mọi người vẫn hít thở và ăn nó... Điều chúng ta biết là nó chứa đủ thứ kinh khủng. Nhiên liệu phản lực đang cháy. Nhựa, kim loại, sợi thủy tinh, amiăng. Nó là thứ đặc quánh, kinh khủng. Một thứ thuốc của phù thủy.